# Петров, Борис Николаевич (режиссёр)
Борис Николаевич Петров (11 апреля 1922 — 6 июня 2007) — советский и российский режиссёр, педагог, заслуженный тренер СССР, народный артист РСФСР (1979).

## Биография
Борис Николаевич Петров родился 11 апреля 1922 года. Был крупнейшим специалистом по организации и проведению массовых спортивных праздников, главный специалист и постановщик крупнейших спортивных праздников во многих городах СССР, России и за рубежом.
В 1982—2003 годах преподавал на кафедре режиссуры театрализованных представлений и праздников Санкт-Петербургского государственного института культуры, профессор.
Среди его постановок можно отметить церемонии открытия и закрытия XXII Олимпийских игр в Москве (1980 год), XII Всемирного фестиваля молодежи и студентов в Москве (1985 год), X Средиземноморских игр в городе Латакия (1987 год), V Всеафриканских игр в Египте (1991 год), Спартакиады народов СССР, Игр доброй воли в Санкт-Петербурге (1994 год). В соавторстве с О. Л. Орловым и А. С. Пастернаком был режиссёром-постановщиком праздников, посвященных 1500-летию Киева (1982 год) и 2000-летию Ташкента (1983 год).
Кроме этого, ставил массовые праздники в Болгарии, Германии, Канаде, на Кубе, в Объединенных Арабских Эмиратах, на Сейшельских островах, в Чехословакии.
Умер 6 июня 2007 года в Санкт-Петербурге.

## Награды и премии
- Заслуженный тренер СССР.
- Народный артист РСФСР (18.10.1979).
- Премия Ленинского комсомола в области литературы, искусства, журналистики и архитектуры за постановку, музыкальное и художественное оформление молодёжных праздников (1981).
- Лауреат Государственных премий.
- Государственная премия Узбекистана им. Хамзы.
- Всероссийская префессиональная премия «Грани Театра масс» (2005).